# Ирисовый
Ирисовый — памятник природы регионального значения, расположенный в западной части Калачёвского района Волгоградской области, на правом берегу реки Дон, к югу от моста через реку, вблизи федеральной трассы Волгоград – Каменск-Шахтинский.

## Описание
Протяженность территории с севера на юг около 3,4 километра, а с запада на восток - около 3,1 километра, площадь — 340 га. Был создан для сохранение уникального природного комплекса - места произрастания и обитания ценных, малочисленных, редких и исчезающих видов растений, в том числе ириса низкого (Iris pumila L.), занесённого в Красную книгу Волгоградской области (здесь зафиксировано более семи различных генотипов). Место высокой концентрации редких и исчезающих видов растений, занесённых в Красную Книгу Волгоградской области (9 видов) и Красную книгу РФ (7 видов). Имеет большое значение для сохранения генетического разнообразия ириса низкого.
Территория расположена на юго-востоке Русской платформы, состоящей из осадочного чехла мощностью в пределах района 3-4,5 км и кристаллического фундамента, залегающего на этой же глубине. Юго-западная часть территории представлена сухими типчаково-ковыльными степями. На крутых обрывах вдоль Дона сформировались весьма специфические петрофильные сообщества. На территории балок расположены крупные естественные лесные массивы со своеобразным растительным комплексом, сформировавшимся в условиях байрачного леса. Зафиксировано более 200 видов растений.
В отдельных местах местными жителями ведётся сенокос, выпасается крупный рогатый скот, в балке располагаются пчеловоды. Особый урон растениям наносит неконтролируемая опашка лесов. Некоторые растения выкапываются местными жителями для посадки на дачах и приусадебных участках, как правило, это тюльпан Геснера и касатик (ирис) низкий. Благодаря разнообразию растительного мира и близости к Волгограду данная территория является излюбленным местом отдыха горожан.

## Ограничения использования земель
Статус утверждён постановление Главы Администрации Волгоградской области от 03.09.2008 № 1155 "О создании памятника природы регионального значения "Ирисовый".

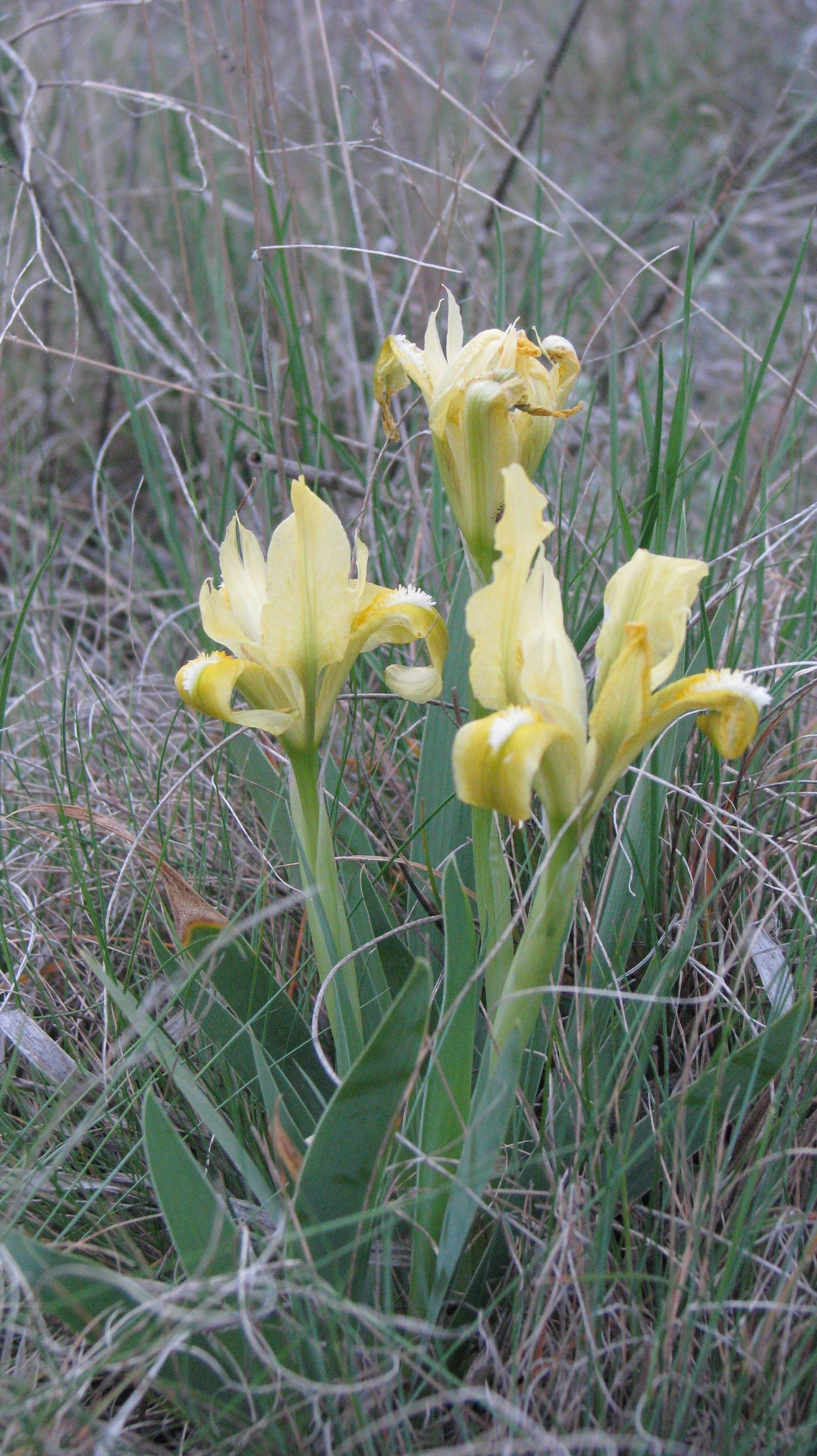
Ирис низкий

На территории Памятника природы запрещаются:
- распашка земель, строительство зданий и сооружений, дорог и трубопроводов, линий электропередач и прочих коммуникаций, проведение взрывных работ и разработка новых месторождений;
- выпас скота и его прогон по территории Памятника природы;
- сбор и уничтожение растений;
- рубка лесных насаждений, кроме санитарно-оздоровительных мероприятий (вырубка погибших и повреждённых лесных насаждений, очистка лесов от захламления, загрязнения и иного негативного воздействия);
- изменение установившегося гидрологического режима территории;
- применение ядохимикатов и химических средств защиты растений сельскохозяйственными, лесохозяйственными и другими организациями и предприятиями без предварительного согласования со специально уполномоченным органом;
- проезд транспорта вне дорог общего пользования, стоянка транспорта вне отведенных мест;
- разжигание костров, разбивка палаток вне отведенных мест;
- размещение отходов производства и потребления;
- предоставление земельных участков под застройку, для коллективного и индивидуального садоводства и огородничества, организации подсобного хозяйства.

За обеспечение охраны и функционирование ООПТ отвечает Комитет природных ресурсов и охраны окружающей среды Администрации Волгоградской области.

## Список выявленных редких видов
- Касатик низкий (Iris pumila L.)

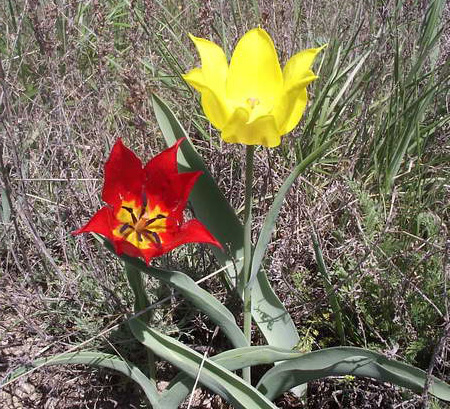
Тюльпан Геснера

- Живокость пунцовая (Delphinium puniceum Pall.)
- Рябчик русский (Fritillaria ruthenica Wikstr.)
- Тюльпан Геснера (Шренка) (Tulipa gesneriana L.)
- Бельвалия сарматская (Bellevalia sarmatica Woronow.)
- Прострел луговой (Pulsatilla pratensis (L.) Mill.)
- Цетрария степная (Cetraria steppae (Savicz) Karnef.)
- Тысячелистник Биверштейна (Achillea biebersteinii Afan.)
- Колокольчик рапунцель (Campanuta rapunculus L.)
- Дрёма широколистная (Melandrium latifolium (Poir.) Maire)
- Дрок раскидистый (Genista patula Bieb.)
- Любка зелёноцветковая (Platanthera chlorantha (Cust.) Reichenb.)
- Ксантопармелия псевдовенгерская (Xanthoparmelia pseudohungarica (Gyelnik) Hale)
- Сморчок степной (Morchella steppicola Zerova)
- Житняк Литвинова (Agropyron litvinovii Prokud)
- Кермек Бунге (Limonium bungei (Claus) Gamajun.)